# Kotenkosius tricarinatus
Kotenkosius tricarinatus – gatunek błonkówki z rodziny męczelkowatych, jedyny przedstawiciel rodzaju Kotenkosius.

## Zasięg występowania
Azja Południowo-Wschodnia – występuje w Bangladeszu, Malezji, Tajlandii, na Tajwanie i w Wietnamie.

## Biologia i ekologia
Żywiciele nie są znani.